# Tuấn Hải
Tuấn Hải (tên khai sinh: Lê Xuân Nghị, 1 tháng 6 năm 1939 tại Hải Phòng) là một nhạc sĩ nhạc vàng người Việt Nam trước năm 1975. Ngoài ra, ông còn có những bút danh khác như Lê Kim Khánh (con trai ông), Song Kim và Phụng Anh (trong một số bài).

## Tiểu sử & Sự nghiệp
Tuấn Hải sinh ngày 1 tháng 6 năm 1939 tại Hải Phòng. Ông ham mê âm nhạc từ nhỏ. Vào Sài Gòn năm 1954, những năm sau đó ông có cơ hội trau dồi và học nhạc với hai nhạc sĩ Văn Phụng và Võ Đức Tuyết.
Tháng 6 năm 1961, ông được tuyển chọn vào làm việc ở đài phát thanh Sài Gòn. Ông đã tham gia sinh hoạt ca nhạc thường xuyên trong các ban nhạc Văn Phụng và Nhật Bằng. Ông cũng là chuyên viên âm thanh của đài tiếng nói Quân lực Việt Nam Cộng hòa. Trong thời gian ấy ông đã được nhạc sĩ Nguyễn Văn Đông - giám đốc hãng nhạc, giao cho việc phụ trách kỹ thuật âm thanh của hãng dĩa Continental và hãng nhạc Ngày Xanh.
Nhạc sĩ Tuấn Hải đã nhận được nhiều giải thưởng trong các cuộc thi sáng tác được tổ chức bởi các cơ quan như: Văn Hoá Vụ, Tuyên Úy Phật giáo, Thiếu Nhi, Phòng Vệ Dân Sự, Dân Vệ Đoàn, bộ Thông tin và bộ Tư lệnh Cảnh Sát Quốc gia. Đặc biệt là ông đạt được giải nhất với bài "Mừng Ngày Quân Lực", trong cuộc thi sáng tác toàn quốc năm 1965, do Tổng cục Chiến tranh Chính trị, Bộ Tổng Tham mưu Quân lực Việt Nam Cộng hòa tổ chức. Ông đã được sự khen thưởng đặc biệt của Bộ Tổng tham mưu Quân lực Việt Nam Cộng hòa cũng như Địa phương quân và nghĩa quân.
Ông định cư và làm việc ở Úc từ năm 1990. Hiện đang nghỉ hưu trí và sống với người phối ngẫu là bà Lâm Thị Kim Ngân tại thành phố Brisbane, tiểu bang Queensland. Ông rất được đồng hương quý mến do tính tình vui vẻ, ôn hòa và khiêm nhường. Hầu hết họ không biết ông là Tuấn Hải, vì ông không tự giới thiệu nhiều về mình.
Năm 2004, ông bị đột quỵ và phải ngồi xe lăn, tuy nhiên ông vẫn lạc quan, yêu đời và giúp đỡ những hoàn cảnh khó khăn tại quê nhà.

## Nhầm lẫn
Thông qua mạng xã hội, nhạc sĩ Tuấn Hải đã đính chính những nhầm lẫn do sự khó khăn về thông tin liên lạc giữa các nhà xuất bản, ca sĩ và tác giả. 
- Bài "100%" (sáng tác chung với nhạc sĩ Ngọc Sơn), nhà xuất bản Xuân Thu đã để nhầm là của Vũ Chương.
- Tương tự như vậy, bài "Có lẽ" của Tuấn Hải được MC Nguyễn Ngọc Ngạn giới thiệu là của Kim Tuấn (Kim Tuấn là một nhà thơ trước 1975, còn sau 1975 cũng có một nhạc sĩ Kim Tuấn khác).
- Bài "Phượng buồn" của Tuấn Hải (viết năm 1974 và được Hoàng Oanh hát trong đĩa nhạc Nhã Ca 10: Ngàn Năm Tình Vẫn Đẹp) cũng bị nhầm lẫn và MC Nguyễn Cao Kỳ Duyên đã giới thiệu là của nhạc sĩ Thanh Sơn.

## Tác phẩm
Những nhạc phẩm do nhạc sĩ Tuấn Hải sáng tác tính đến tháng 4 năm 1975 tổng cộng khoảng 100 bài. 

### Viết một mình
- Ai Biết Lòng Tôi (Tuấn Hải - Lê Kim Khánh)
- Biết còn ai (Phụng Anh)
- Buồn Cho Mình (Tuấn Hải - Lê Kim Khánh)
- Chắc Không Bao Giờ (Lê Kim Khánh)
- Có lẽ (Tuấn Hải - Lê Kim Khánh) (1971)
- Cơn Mê Tình ái (Tuấn Hải - Lê Kim Khánh) (1971)
- Dù Biết Thế
- Đắn đo (Phụng Anh)
- Dấu Vết Yêu Đương (Tuấn Hải - Thơ: Cao Tiêu)
- Dối Lòng (Tuấn Hải - Lê Kim Khánh)
- Duyên Dáng (Tuấn Hải - Lê Kim Khánh)
- Đôi Lòng Cầu Nguyện (Tuấn Hải - Lê Kim Khánh)
- Đừng Quên Em
- Em Đã Phụ Tôi  (Tuấn Hải - Lê Kim Khánh)
- Giận Hờn (Tuấn Hải - Lê Kim Khánh)
- Giấc Mơ Thần Tiên (Tuấn Hải - Lê Kim Khánh)
- Hoa Một Tên Người Hai Họ (Lê Kim Khánh)
- Hỏi Thăm (Tuấn Hải - Lê Kim Khánh) (1970)
- Hờn Trách (Tuấn Hải - Lê Kim Khánh)
- Kết Tội (Tuấn Hải - Thơ: Hoàng Ngọc Khôi)
- Khi Nào (Tuấn Hải - Thơ: Mai Trung Tĩnh) (1971)
- Khó Tin
- Không Ai Hiểu Lòng Tôi (Tuấn Hải - Lê Kim Khánh)
- Lòng Thành (Tuấn Hải - Lê Kim Khánh)
- Lời Con Xin Chúa (Tuấn Hải - Lê Kim Khánh)
- Một Lần Đến Thăm Anh (1967)
- Mắc Cỡ (Tuấn Hải - Lê Kim Khánh) (1970)
- Mùa đông cuối cùng (Lê Kim Khánh)
- Mùa Xuân Của Chúng Mình (Tuấn Hải - Lê Kim Khánh)
- Nếu Anh Đi
- Nếu Em Đã Theo Anh Về (Tuấn Hải - Lê Kim Khánh)[2]
- Nết Sầu (Lê Kim Khánh) (1970)
- Ngộ Nhận
- Nghi Ngờ (Tuấn Hải - Song Kim) (1970)
- Nguyện Cầu
- Người Yêu Không Đến (Tuấn Hải - Lê Kim Khánh)
- Nghĩa quân Việt Nam
- Nhìn Theo Xe Hoa (Tuấn Hải - Lê Kim Khánh) (1970)
- Nhớ Chuyện Ngày Xưa
- Nhớ Nhau Làm Gì (Tuấn Hải - Lê Kim Khánh) (1971)
- Như Một Cơn Mê (Tuấn Hải - Lê Kim Khánh)
- Nỗi Buồn Ngày Vu Quy (Tuấn Hải - Phụng Anh)[3]
- Nửa Đêm Khấn Hứa (Tuấn Hải - Lê Kim Khánh)
- Nước Mắt Loài Hoa (Tuấn Hải - thơ : Nhất Tuấn)
- Phỏng Đoán  (Tuấn Hải - Thơ: Mai Trung Tĩnh)
- Phượng Buồn (Tuấn Hải - Lê Kim Khánh)
- Qua Song Cửa (Tuấn Hải - Lê Kim Khánh)
- Quà Cưới Cho Em (Tuấn Hải - Lê Kim Khánh)
- Số Kiếp (Tuấn Hải - Lê Kim Khánh) (1970)
- Sống Cho Nhau (Tuấn Hải - Lê Kim Khánh)
- Tâm Sự Ngày Cưới (Tuấn Hải - Lê Kim Khánh)
- Thắc Mắc (Tuấn Hải - Lê Kim Khánh)
- Thì Thầm (Tuấn Hải - Lê Kim Khánh)
- Trách Yêu (Tuấn Hải - Lê Kim Khánh) (1970)
- Thú Tội (Tuấn Hải - Thơ: Sương Hồng)
- Trót Dại (Tuấn Hải - Lê Kim Khánh) (1971)
- Tình Đã Trao Người (Tuấn Hải - Lê Kim Khánh)
- Tình Lính Bên Hoa (Tuấn Hải - thơ : Huy Thanh)
- Tình Xuân (Tuấn Hải - Lê Kim Khánh)
- Tình Yêu 20 (Tuấn Hải - Mai Tuấn)
- Ước Mơ
- Yêu Là Khổ (Tuấn Hải - Lê Kim Khánh)

### Viết chung vớiLê Mộng Bảo
- Bọt Bèo (Lê Mộng Bảo - Song Kim)
- Hãnh diện (Hoa Linh Bảo - Song Kim)
- Lời yêu thành phố (Lê Mộng Bảo - Song Kim)
- Nếu yêu tôi (Hoa Linh Bảo - Song Kim)
- Từ chối (Hoa Linh Bảo - Song Kim)
- Về Thăm Em (Song Kim - Lê Mộng Bảo)
- Xin hiểu cho lính (Hoa Linh Bảo - Song Kim)

### Viết chung vớiNgọc Sơn
- 100% (1968)
- Đẹp Lòng Người Yêu (1968)
- Nỗi lòng của lính (Tú Nguyệt & Lê Kim Khánh)
- Phân Vân (Tú Nguyệt & Lê Kim Khánh)

### Viết chung vớiPhố Thu
- Biết nói sao (Phố Thu - Lê Kim Khánh)
- Cảm thông (Phố Thu - Lê Kim Khánh)

- Cho Nhau Kỷ Niệm Đầu
- E Ngại (Phố Thu - Lê Kim Khánh)
- Mùa Hoa Tâm Sự (Phố Thu - Lê Kim Khánh)
- Nếu thư anh chậm đến (Phố Thu - Lê Kim Khánh) (1969)
- Tâm Sự Người Lính Đồn Xa (Tuấn Hải - Phố Thu) (1968)
- Trìu Mến

### Viết chung với nhạc sĩ khác
- 3 Ngày Hương Lửa (Lê Kim Khánh - Bạch Lang)
- Cho Tôi Làm Quen (Tuấn Hải - Ngọc Cung)
- Con Còn Gì (với Bạch Lang)
- Dắt Nhau Vào Mộng (Lê Kim Khánh - Trần Trang)
- Đẹp (Tuấn Hải - Minh Nhựt) (1965)
- Gửi Niềm Thương Về Huế (Tuấn Hải - Cao Lê)
- Khi Em Đã Chọn (Tuấn Hải - Bạch Lang)
- Kỷ niệm ban đầu (Tuấn Hải - Mai Thúy Hương)
- Lá Thư Màu Xanh (Tuấn Hải - Huy Thanh) (1960)
- Một Ngày Hẹn Nhau (Tuấn Hải - Lâm Quang)
- Một Lời Đã Hứa (Tuấn Hải - Lâm Quang)
- Mộng Tình Thơ (Tuấn Hải - Mai Thúy Hương) (1961)[a]
- Nét Sầu (Lê Kim Khánh - Nguyên Hồng) (1970)
- Sầu Cô Đơn (Tuấn Hải - Nguyên Hồng)
- Tầm Tay Đã Lỡ (Tuấn Hải - Nguyên Hồng)
- Tìm Một Người Yêu (Tuấn Hải - Mai Thúy Hương) (1964)
- Trọn Đời Thương Nhau (Tuấn Hải - Bảo Tố)